# Campylotropis drummondii
Campylotropis drummondii är en ärtväxtart som beskrevs av Anton Karl Schindler. Campylotropis drummondii ingår i släktet Campylotropis och familjen ärtväxter. IUCN kategoriserar arten globalt som otillräckligt studerad. Inga underarter finns listade i Catalogue of Life.